# Holzdorf (Schleswig-Holstein)
Holzdorf település Németországban, Schleswig-Holstein tartományban. Lakosainak száma 850 fő (2023. december 31.). Holzdorf Thumby községgel határos.

## Népesség
A település népességének változása:
| Lakosok száma | 808  | 825  | 826  | 858  | 821  | 850  |
|               | 1975 | 2017 | 2019 | 2021 | 2022 | 2023 |